# Moulin-Neuf (Ariège)
Moulin-Neuf (okzitanisch Molin Nòu) ist eine französische Gemeinde mit 235 Einwohnern (Stand: 1. Januar 2022) im Département Ariège in der Region Okzitanien. Sie gehört zum Kanton Mirepoix und zum Arrondissement Pamiers. 
Nachbargemeinden sind Cazals-des-Baylès im Norden, Val de Lambronne im Osten, Tréziers im Süden, Lagarde im Südwesten und Roumengoux im Westen.

## Bevölkerungsentwicklung

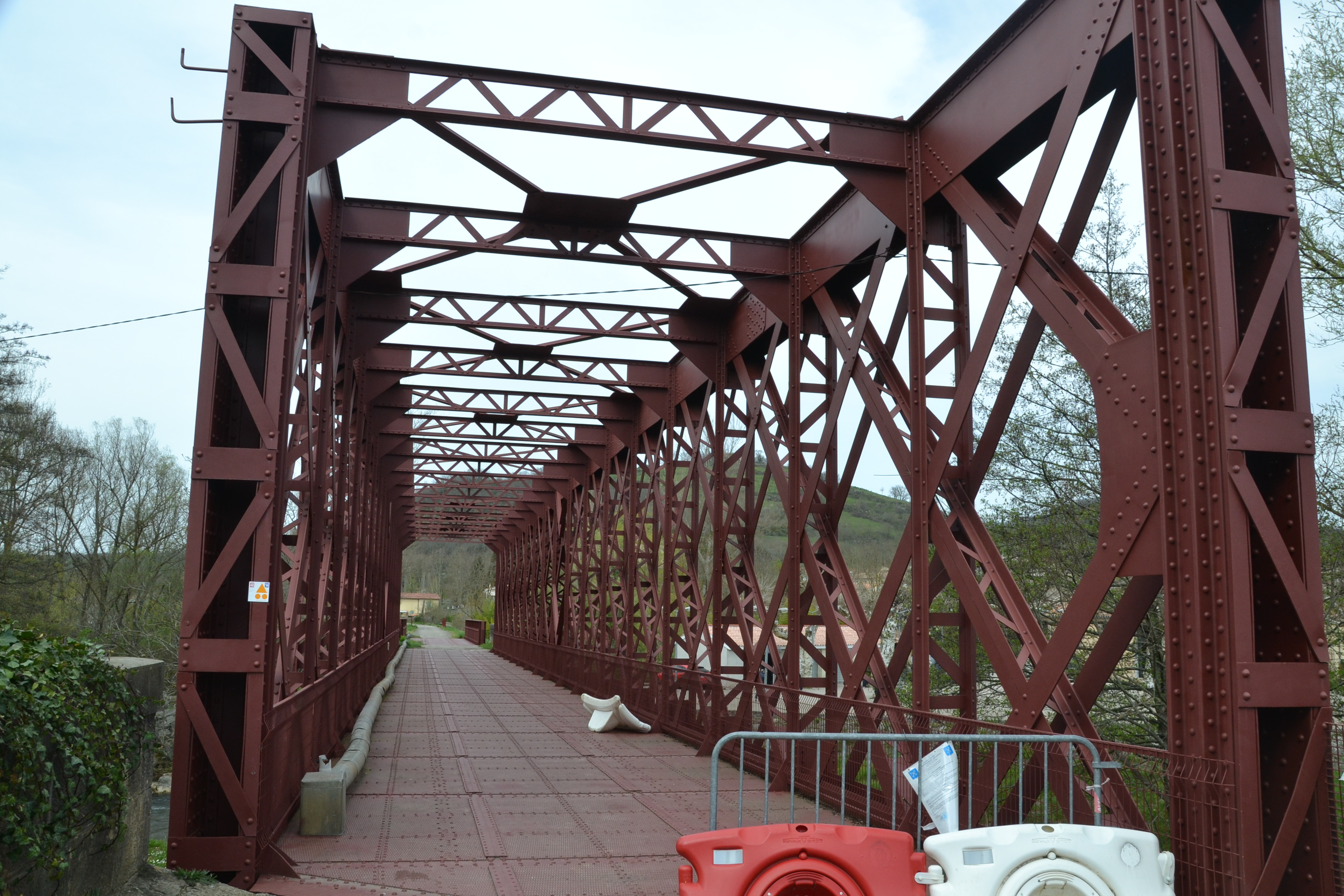
Pont rouge bzw. Rote Brücke an der ehemaligen Bahnlinie von Moulin-Neuf nach Lavelanet

| Jahr      | 1962 | 1968 | 1975 | 1982 | 1990 | 1999 | 2006 | 2015 |
| --------- | ---- | ---- | ---- | ---- | ---- | ---- | ---- | ---- |
| Einwohner | 207  | 172  | 168  | 153  | 149  | 183  | 194  | 231  |